# موتورسیکلت گس گس
گس گس یک برند تولید کنندهٔ موتور سیکلت اسپانیایی‌تبار است که در سال ۱۹۸۵ توسط Narcìs Casas و Josep Pibernat در سالت، جیرونا تأسیس شد. این شرکت در موتورسیکلت‌های آفرود برای مسابقات موتورسیکلت تریال، اندرو و موتور کراس تخصص دارد. گس گس توسط کمپانی موتورسازی کی تی ام در سال ۲۰۱۹ خریداری شد. پس از فروش به کی تی ام، مدل‌های آفرود گس گس توسط سازنده موتورسیکلت اسپانیایی Rieju خریداری شدند. به نوعی از سال ۲۰۱۹ به بعد انجین و تکنولوژی موتورسیکلت‌های گس گس به موتورسیکلت‌های ریجو منتقل خواهد شد و برند گس گس از تکنولوژی و طراحی کی تی ام استفاده خواهد کرد.

## تاریخچهٔ شرکت
در سال ۱۹۷۳، Narcìs Casas و Josep Pibernat با کمپانی بولتاکو در شهر سالت، جیرونا شروع به همکاری کردند. با ورشکستگی مالی شرکت بولتاکو در سال ۱۹۷۹، کاساس و پیبرنات شروع به وارد کردن برند ایتالیایی SWM کردند. این فعالیت تا سال ۱۹۸۴ ادامه داشت تا اینکه تولیدکننده فعالیت خود را متوقف کرد.
سپس کاساس و پیبرنات برنامه ای را برای تولید موتورهای تریال برای فروش در مغازهٔ خود آغاز کردند. گس گس تولید موتورسیکلت تریال را در سال ۱۹۸۵، موتورسیکلت‌های اندرو و موتور کراس را در سال ۱۹۸۹ و تولید چهار چرخ را در سال ۲۰۰۲ آغاز کرد. نام گس گس در لغت به معنای گاز دادن است (شتاب دادن، گاز دادن، چرخاندن دریچه گاز - تندتر رفتن) بنیانگذاران گس گس، گاهی اوقات، نسبت به نام انتخابی ابراز تردید کرده‌اند، زیرا باعث سردرگمی در خارج از اسپانیا می‌شود. برخی دیگر به شوخی گفته‌اند که گس گس آنقدر خوب است که مجبور شده‌اند دو بار نام آنها را ببرند.
در سال ۲۰۱۴، گس گس با سازنده موتورسیکلت اسپانیایی Ossa ادغام شد و در نهایت توسط گروه Torrot در سال ۲۰۱۵ خریداری شد. در سال ۲۰۱۹، گس گس توسط Pierer Mobility AG با ارتباط‌هایی به موتورسیکلت‌های KTM خریداری شد.

شرکت کویر موتور تاریخچه شرکت گس گس به زبان فارسی را منتشر کرده است. 

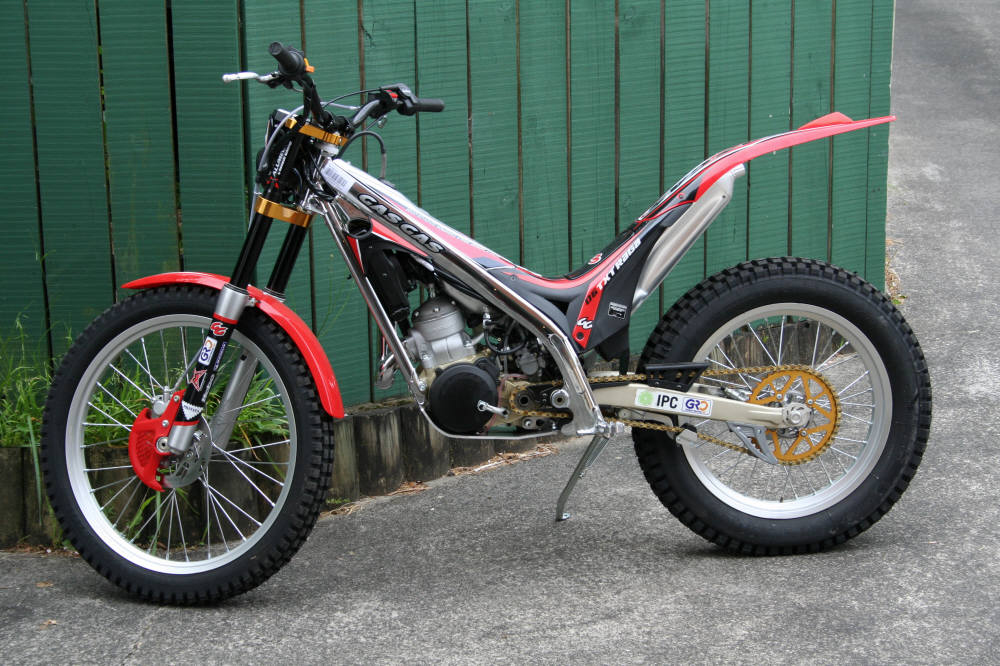
موتورسیکلت تریال گس گس نسخهٔ آدام راگا ۲۰۰۶

## مسابقات قهرمانی و موتورسواران

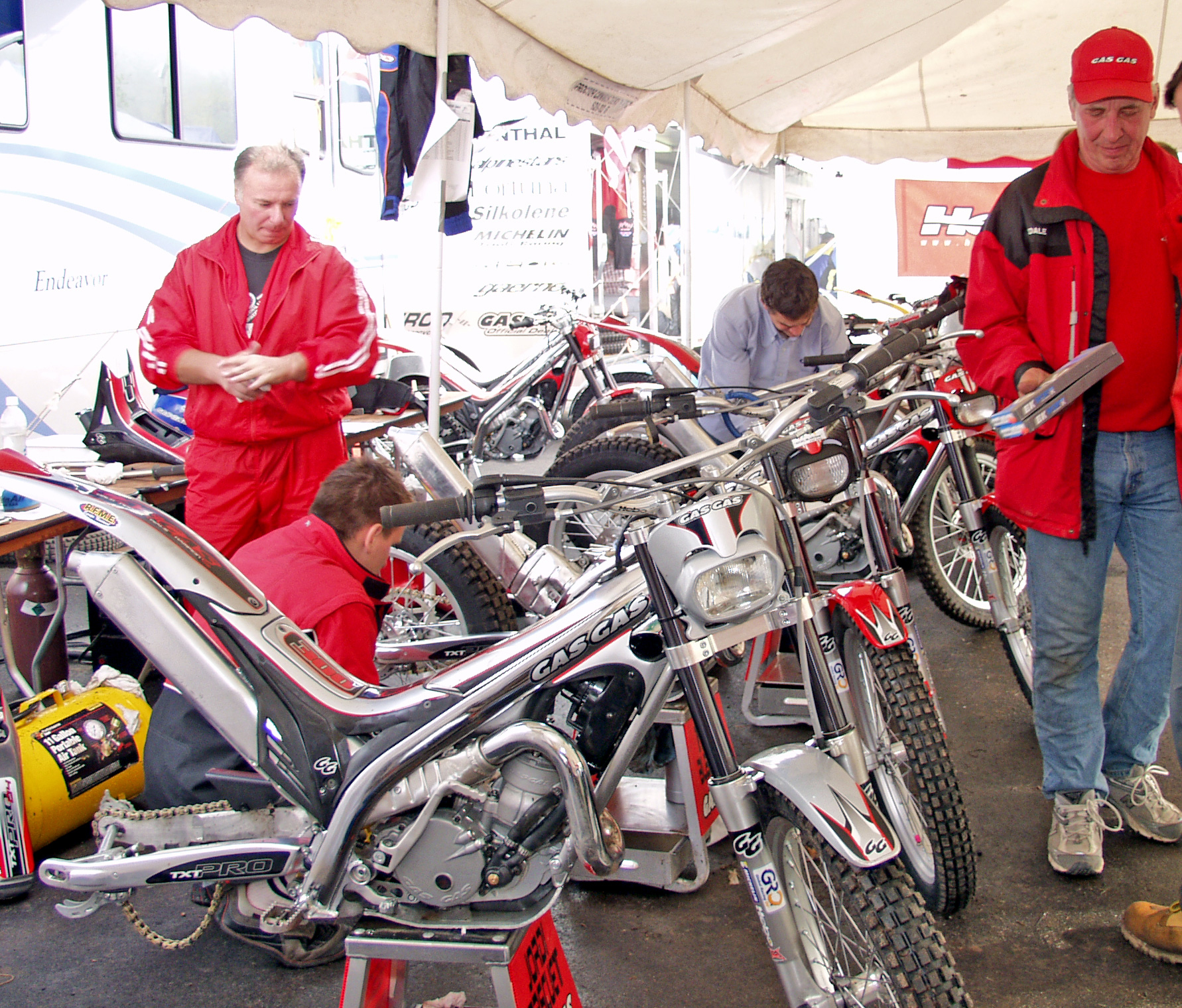
پادداک تریال گس گس، Duluth, MN 2004.

در سال ۱۹۹۳، گس گس موفق شد جوردی تارس، قهرمان موتورتریال مطرح جهان را از بتا دور کند و او را در تیم خود داشته باشد. جوردی بی‌درنگ سه قهرمانی موتور تریال جهانی (۱۹۹۳، ۱۹۹۴ و ۱۹۹۵) را برای گس گس به دست آورد.
گس گس با موتورسواری بینظیر آدام راگا نیز موفق به کسب دو قهرمانی جهان در فضای باز موتور تریال در سال‌های ۲۰۰۵ و ۲۰۰۶ شد. همچنین با موتورسواری راگا در سال‌های ۲۰۰۳، ۲۰۰۴، ۲۰۰۵ و ۲۰۰۶ قهرمان مسابقات جهانی داخل سالن XTrial شده‌است.
گس گس در مسابقات جهانی اندرو نیز موفق بوده‌است. پل ادمونسون در سال ۱۹۹۴ قهرمان جهان ۱۲۵ سی سی و در سال ۱۹۹۶ در کلاس ۲۵۰ سی سی، پتری سیلوان در ۲۵۰ سی سی و قهرمانی کلی در سال ۱۹۹۹ و پتری پوجامو در کلاس ۱۲۵ سی سی در سال ۲۰۰۳ قهرمان شد.
در سال ۲۰۰۶، قهرمان بریتانیایی اندرو وین بریبروک، سوار بر موتورسیکلت گس گس، یکی از تنها دو موتورسواری بود که تمام ۸۰ مایل مسابقه آخرین مرد ایستاده ردبول را به پایان رساند. ۱۲۶ موتورسوار دیگر موفق به اتمام مسابقه نشدند.
اعلام شد که گس گس یک تیم یک‌نفره را برای فصل ۲۰۲۱ مسابقات سوپرکراس مانستر انرژی اعزام خواهد کرد. جاستین بارسیا با موتورسیکت شماره 51 Troy Lee Designs/Red Bull/GasGas Factory Racing در افتتاحیه فصل در هیوستون، آمریکا به پیروزی رسید.

## واردات
موتورسیکلت‌های گس گس در حال حاضر به کشورهای بسیاری در اروپا و سراسر جهان از جمله استرالیا، نیوزلند، کانادا، آمریکای جنوبی، آفریقای جنوبی و ایالات متحده وارد می‌شوند.

## مدل‌ها
موتورسیکلت تریال
موتور کراس
موتورسیکلت اندرو

## موتورسیکلت گس گس در ایران
گواهی فعالیت نمایندگی موتورسیکلت گس گس در ایران به صورت رسمی توسط شرکت کویر موتور به ثبت رسیده است و در لیست فروش محصولات این شرکت قرار دارد. محصولات گس گس شامل دو محصول EC 250 F در کلاس اندورو و MC 250 F در کلاس موتورکراس می شود. 